# Kryonéri (Makrychóri, Kavála)
Pour les articles homonymes, voir Kryonéri.
Kryonéri (grec moderne : Κρυονέρι) est une localité située dans le dème de Néstos, dans le district régional de Kavála, dans la periphérie de Macédoine-Orientale-et-Thrace, en Grèce.
Selon le recensement de 2011, elle compte 13 habitants.